# Великий Буялик
Великий Буялик (у 1923—2016 — Благо́єве) — село в Україні, в Березівському районі Одеської області. Адміністративний центр Великобуялицької сільської громади. Населення становить 1694 осіб.

## Топонім
Назву Великий Буялик було принесено з Болгарії. Топонім Буялик походить від тур.: боя «фарба», -лък- зі значенням місця скупчення, зосередження предметів або матерії — 'квітчасте' або 'забарвлене місце'. Інша назва села — Кошково — походить від назви річки Кошкова, на якій засноване село.

## Історія
Засноване село в 1802 році переселенцями з Болгарії, яким після російсько-турецької війни 1787—1791 рр. дозволялося селитися в Новоросії і, зокрема, у Херсонській губернії.
Засновниками є:
1. Тодор Бимбаш
2. Иван Волков
3. Петрович Господин
4. Михайло Дука
5. Никола Дихан
6. Райко Ергиев
7. Димитр Ергиев
8. Кирю Жеко
9. Иван Кою
10. Иван Кирю
11. Стоян Кирияз
12. Яни Мавроди
13. Димитр Михайлов
14. Иван Михайлов
15. Стойко Продан
16. Якуб Прибилский
17. Михаил Петелкаки
18. Яни Станко
19. Дончо Стоян
20. Иван Стоян
21. Стойко Стоян
22. Стоян Стойко
23. Илчо Тодор

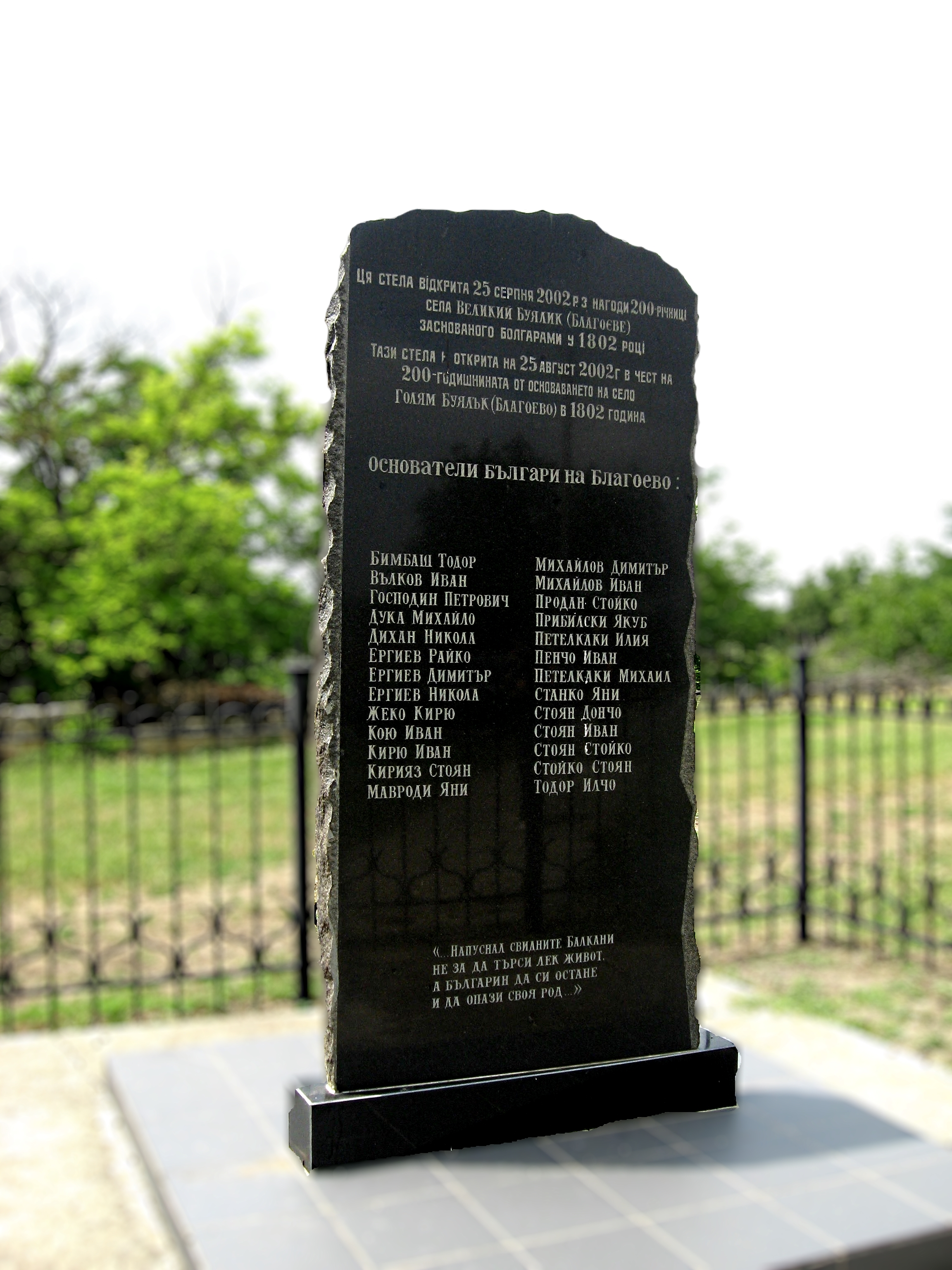
Пам'ятник засновникам села Великий Буялик

На жовтень 1803 року в колонії було побудовано 45 кам'яних будинків. У наступні роки Одеська Контора іноземних поселенців всіляко допомагала колоністам в благоустрої.
Протягом ХІХ сторіччя населення Великого Буялика стімко зростало. Вже у 1821 році в колонії мелкало 1353 осіб. За переписом 1858 року число жителя збільшилася до 2207 осіб, а на початку 80-х населення, за рахунок природного приросту склала 3797 осіб.
Станом на 1886 у колонії Великий Буялик, центрі Велико-Буялицької волості Одеського повіту Херсонської губернії, мешкало 3329 осіб, налічувалось 547 дворових господарств, існували 26 лавок, відбувались торжки через 2 тижні по вівторках.
У липні 1919 року мешканці села Великий Буялик підтримали антибільшовицьке повстання українських селян та німецьких колоністів, викликане продрозкладкою та насильницькою мобілізацією до Червоної армії.
У 1923 році село перейменували на честь засновника Комуністичної партії Болгарії Димитра Благоева, ім'я якого надалі буде носити найбільший колгосп у селі.
З 28 квітня 1926 року до 5 лютого 1938 року був центром Благоєвського району, який відносився до болгарського національного району.
Згідно з переписом 17 грудня 1926 року у районі мешкало 15 639 чол., кількість рад — 15 листопада 1930 року 7 рад.
Населення села у 1933 році складало 6,4 тис. чол., району — 15,0 тис. чол., площа району — 510 км2, кількість сільрад — 8.
Футбольний клуб «Благо» — команда колгоспу ім. Благоева Іванівського району — брала участь у другому (1992/93) і третьому (1993/94) розіграшах Кубка України.
В Благоєвському дитячому будинку працював Мусін Василь Петрович (1911—1944) — лейтенант РА, Герой Радянського Союзу.
У травні 2016 року, Верховна Рада, спираючись на рекомендації Українського інституту національної пам'яті, у своїй постанові повернула селу його первісну, історичну назву Великий Буялик

## Населення
Згідно з переписом 1989 року населення села становило 1901 особа, з яких 832 чоловіки та 1069 жінок.
За переписом населення 2001 року в селі мешкало 1659 осіб.

### Мова
Розподіл населення за рідною мовою за даними перепису 2001 року:
| Мова       | Відсоток |
| ---------- | -------- |
| болгарська | 45,57 %  |
| російська  | 22,02 %  |
| українська | 20,6 %   |
| румунська  | 9,68 %   |
| вірменська | 0,65 %   |
| циганська  | 0,47 %   |
| білоруська | 0,06 %   |
| гагаузька  | 0,06 %   |
| польська   | 0,06 %   |

## Відомі уродженці села
- Михайлов-Стоян Костянтин Іванович — оперний співак та засновник опери в Болгарії.
- Стойко Миколай Михайлович — українсько-французький астроном, директор Міжнародного бюро часу у Франції.
- Дихан Михайло Дмитрович — академік Балканської академії наук, доктор історичних наук, профессор, засновник та почесний голова Одеського болгарського культурно-поросвітницького товариства.
- Тодоров Михайло Дмитрович — український живописець, Заслужений діяч мистецтв УРСР.